# 오노가미촌
오노가미촌(일본어: 小野上村)은 일본 군마현 기타군마군에 있었던 촌이다.
2006년 2월 20일에 시부카와시, 기타군마군 이카호정·고모치촌, 세타군 아카기촌·기타치바나촌과 함께 대등 합병해 새로운 시부카와 시가 되었다.

## 역사
- 1889년 4월 1일 - 정촌제 시행과 함께 니시군마군 오노가미촌이 설치되었다.
- 1896년 4월 1일 - 니시군마군과 가타오카군이 합병해 군마군이 성립하였다. 군마군 오노가미촌이 되었다.
- 2006년 2월 20일 - 이카호정·고모치촌, 세타군 아카기촌·기타치바나촌과 신설 합병해 새로운 시부카와시가 되어 소멸하였다.

## 교통

### 철도
- 동일본 여객철도
  - 아가쓰마 선

### 도로
- 국도 제353호선

### 철도 건설을 둘러싼 사건
1974년 주변 4정촌과 함께 일본철도건설공단에 동사무소 인건비 등 보상을 요구하였다. 당시 조에쓰 신칸센 터널 공사가 성수기에 해당해 덤프트럭 등 공사 차량 통행과 물마름 현상과, 농작물 피해 등의 문제가 발생해. 신칸센의 혜택이 전혀 없음에도 불구하고 50명이 채 되지 않는 면사무소 직원이 대응을 강요당한 것 등이 이유였다.